# Inácio Ferreira Pinto
Inácio Ferreira Pinto (Rio de Janeiro, 1765 — Rio de Janeiro, 1828) foi um entalhador e arquiteto ativo no Rio de Janeiro no Brasil Colônia. Contemporâneo do Mestre Valentim, ainda que dez anos mais jovem, mestre Inácio foi um dos mais importantes escultores da cidade no final da época colonial.

## Biografia
Nasceu no Rio de Janeiro em 1759, filho de Teresa Correa e José Ferreira Pinto. É provável que fosse mulato, pois seu registro de batismo não pertencia ao livro de brancos e livres. Criou-se num ambiente de pessoas pardas e ligadas ao ofício da marcenaria. Sabe-se que passou cinco anos em Vila do Príncipe (Serro), onde pode ter passado sua etapa de aprendizado antes de se converter em mestre.
Casou-se com Ana Joaquina do Amor Divino, filha de um mestre pedreiro, João Coelho Marinho. Teve cinco filhos legítimos e um natural, um dos quais herdou seu nome e profissão. Na segunda metade do século XVIII trabalhou como entalhador em várias empreitadas no Rio de Janeiro, mas a partir de 1806, quando entrou para a Irmandade de São José, passou a dedicar-se à construção civil. Ao falecer, em 1828, pertencia à Irmandade de São Francisco de Paula e foi enterrado no cemitério da confraria. Entre os bens que deixou havia alguns escravos, que eram parte de sua equipe de construção.

## Obra
Para a historiadora Myriam de Oliveira, o significado de Inácio de Ferreira Pinto para a talha rococó do Rio de Janeiro é comparável ao de Mestre Valentim, de quem foi contemporâneo.
A partir de 1785 realizou vários trabalhos de talha dourada, em estilo barroco rococó, para vários templos da cidade. Para a Igreja do Convento do Carmo realizou entre 1785 e 1795 os retábulos laterais e o da capela-mor, a talha do arco triunfal (localizado entre a capela-mor e a nave), além da decoração de todas as superfícies internas com delicados motivos derivados da gramática rococó. As obras de talha foram complementadas por pinturas de José Leandro de Carvalho (painéis ovais na nave) e José de Oliveira Rosa (capela-mor, depois substituída). Apesar de modificações na decoração terem sido feitas nos séculos posteriores, o essencial da talha de mestre Inácio ainda está preservada na igreja.
Entre 1787 e 1789, e depois novamente entre 1792 e 1793, Inácio Ferreira Pinto foi contratado pelos monges do Mosteiro de São Bento para realizar um novo retábulo para a capela-mor, além de outras melhorias na capela e no arco triunfal da igreja, obras que estão preservadas intactas até o dia de hoje.